# Renault R29
O R29 foi o modelo da Renault de 2009 da F1. Condutores: Fernando Alonso, Nelson Piquet Jr. e Romain Grosjean. 

## Resultados[1]
(legenda) (em negrito indica pole position e itálico volta mais rápida)
| Ano  | Chassi | Motor           | Pneus | Nº | Pilotos           | 1   | 2   | 3   | 4   | 5   | 6   | 7   | 8   | 9   | 10  | 11  | 12  | 13  | 14  | 15  | 16  | 17  | Pontos | Posição |  |
| ---- | ------ | --------------- | ----- | -- | ----------------- | --- | --- | --- | --- | --- | --- | --- | --- | --- | --- | --- | --- | --- | --- | --- | --- | --- | ------ | ------- |  |
|      |        |                 |       |    |                   |     |     |     |     |     |     |     |     |     |     |     |     |     |     |     |     |     |        |         |  |
|      |        |                 |       |    |                   | AUS | MAL | CHN | BHR | ESP | MON | TUR | GBR | GER | HUN | EUR | BEL | ITA | CIN | JAP | BRA | ABD |        |         |  |
| 2009 | R29    | Renault RS27 V8 | B     | 7  | Fernando Alonso   | 5   | 11  | 9   | 8   | 5   | 7   | 10  | 14  | 7   | Ret | 6   | Ret | 5   | 3   | 10  | Ret | 14  | 26     | 8º      |  |
| 2009 | R29    | Renault RS27 V8 | B     | 8  | Nelson Piquet Jr. | Ret | 13  | 16  | 10  | 12  | Ret | 16  | 12  | 13  | 12  |     |     |     |     |     |     |     | 26     | 8º      |  |
| 2009 | R29    | Renault RS27 V8 | B     | 8  | Romain Grosjean   |     |     |     |     |     |     |     |     |     |     | 15  | Ret | 15  | Ret | 16  | 13  | 18  | 26     | 8º      |  |